# Poesia e romanzo
(da Carlo Cassola, Poesia e Romanzo)
Poesia e romanzo è un saggio scritto da Carlo Cassola e Mario Luzi pubblicato da Rizzoli nel 1973 nel quale lo scrittore intende «abbozzare un suo cammino: avendo l'occhio alla qualità, non alla quantità».

## Struttura del volume
Il saggio è diviso in due parti, la prima, intitolata Poesia è di Mario Luzi, la seconda, Romanzo è di Carlo Cassola.
Nel saggio sul romanzo, Cassola ripropone le sue già proclamate posizioni affermando che è compito della poesia darci il senso della vita e che lo scrittore può darci il senso della vita solamente parlandoci della sua vita, del suo piccolo mondo. Secondo Cassola le strutture che non si possono eliminare dal romanzo sono il personaggio e la vicenda che, come il paesaggio e l'ambiente, devono apparire veri senza che intervenga la voce del narratore perché egli deve identificarsi con i personaggi. Il romanzo, dice ancora Cassola, non deve basarsi sul romanzesco ma deve trattare di persone comuni, di ambienti attuali, di luoghi ben precisi. Cassola ammette che ad un simile romanzo si può dare la qualifica di realista anche se è preferibile quella di esistenziale.

## La critica
"Il romanziere dei nostri giorni non può competere con gli specialisti dell'informazione e della documentazione. Non può essere un'«operatore culturale», erede di quegli scrittori naturalisti di fine Ottocento, il «mediocre» Zola in testa, che oltre ad essere sociologi, moralisti, ideologi la pretendevano a scienziati e a informatori legalmente riconosciuti della pubblica opinione. Sconfitto e respinto il naturalismo per merito di Joyce, di Proust, rotti i ponti col romanzo naturalistico «meccanico, monotono, anonimo e in definitiva falso», lo scrittore moderno cambia strada, «tende ad affinare lo strumento della percezione», per trasmettere ai lettori le emozioni provate e derivanti dal fatto semplice e fondamentale di esistere, a distanza ravvicinata, in contatto quasi mistico con l'ampiezza e l'inesplicabile mistero della vita".

## Edizioni
- Carlo Cassola e Mario Luzi, Poesia e romanzo, Rizzoli, 1973.